# Slavoj Žižek
Slavoj Žižek (AFI: [ˈsláːʋɔj ˈʒíːʒək]; Lubiana, 21 marzo 1949) è un filosofo, sociologo e politologo sloveno, esponente della filosofia marxista.
Ricercatore all'Istituto di Sociologia dell'Università di Lubiana, è docente all'European Graduate School e Direttore del Birkbeck Institute for the Humanities (Istituto per gli Studi Umanistici di Birkbeck) presso il Birkbeck College dell'Università di Londra. Nel corso degli anni, è stato professore invitato in numerose università, in particolare negli Stati Uniti d'America (Columbia, Princeton, The New School, Università di New York, Michigan, SUNY Buffalo, Georgetown). Dal luglio 2013 è Eminent Scholar presso l'Università Kyung Hee di Seul.
Studioso di marxismo, idealismo tedesco e psicoanalisi lacaniana, è divenuto celebre per la sua capacità di affrontare questioni di stringente attualità, unendo tradizione filosofica e cultura popolare. A partire dal 1989, anno di pubblicazione del suo primo libro in inglese, ha raggiunto, con il suo stile provocatorio e irrispettoso delle posizioni accademiche, una popolarità internazionale.
Nella sua prolifica produzione ha spaziato attraverso un grande numero di tematiche, come l'ideologia, il fondamentalismo, il populismo, la globalizzazione, la religione, l'ecologia, i diritti umani (criticati come espressione di ideologia borghese, anche se non vi è una negazione tout court), la tolleranza, il multiculturalismo, la teologia, il cinema, l'opera, le scienze cognitive. Nei suoi scritti si è confrontato in modo critico con numerosi pensatori moderni e contemporanei, come Kant, Hegel, Kierkegaard, Schelling, Marx, Lenin, Mao Zedong, Heidegger, Deleuze, Guattari, Derrida, Agamben, Negri, Hardt, Butler, Rancière, Balibar, Laclau, Jameson, Nietzsche, Sorel e Fanon.
Personalità di spicco dell'opposizione del regime esistente prima del 1989 in Slovenia negli anni ottanta (venne licenziato dal suo impiego pubblico perché ritenuto "non marxista", nonostante si dichiarasse da sempre "leninista"), nel 1990 è stato il candidato del Partito Liberal Democratico (Liberalno Demokratska Stranka) alle prime elezioni presidenziali libere del Paese.
Attualmente Žižek è uno strenuo ed appassionato critico del modello economico e sociale neoliberista, proponendo altresì un ritorno allo spirito originario del comunismo - a quella che Alain Badiou definisce "ipotesi comunista" - in polemica contrapposizione con i teorici di centro-sinistra della cosiddetta terza via. Žižek è stato collaboratore regolare di numerosi giornali e riviste, fra cui New Left Review, London Review of Books, Critical Inquiry, The Guardian e In These Times.
È protagonista di due pellicole cinematografiche documentaristiche di Sophie Fiennes, Guida perversa al cinema (2006) e Guida perversa all'ideologia (2012), in cui illustra i legami tra cinema, psicoanalisi e ideologia. Gli sono stati dedicati due documentari, Liebe Dein Symptom wie Dich selbst! (1996) e Žižek! (2005). È comparso anche in Examined Life (2008), firmato da Astra Taylor, e in Marx Reloaded (2011) di Jason Barker. Per lo studio della sua opera è stato fondato nel 2007 l'International Journal of Žižek Studies. Nel 2012 Foreign Policy lo ha incluso nella sua lista dei cento migliori "Global Thinkers". Nel 2013 la Royal Opera House ha commissionato quattro opere ispirate al suo lavoro.

## Biografia
Slavoj Žižek è nato a Lubiana in una famiglia della classe media da genitori atei. Suo padre Jože era un economista, mentre sua madre Vesna era impiegata in un'azienda statale. Ha trascorso gran parte dell'infanzia nella città costiera di Portorose. In seguito la famiglia si trasferì a Lubiana, dove il giovane Žižek frequentò il liceo Bežigrad. Dopo aver sognato di diventare un regista, nel 1967, contravvenendo al desiderio del padre che lo voleva economista, Žižek si iscrisse all'Università di Lubiana per studiare filosofia e sociologia. In quegli anni rimase fortemente influenzato dal filosofo marxista Božidar Debenjak (1935), che lo introdusse alla Scuola di Francoforte e alla lettura dell'opera di Marx attraverso le lenti della filosofia hegeliana.
A partire dal 1971 collaborò con studiosi heideggeriani come Tine Hribar (1941) e Ivo Urbančič (1930). Nel 1973 conseguì la laurea con una tesi sulla rilevanza teoretica e pratica dello strutturalismo francese. Tale lavoro fu però giudicato troppo filo-occidentale e non sufficientemente marxista, e a Žižek fu negato il posto in università che gli era stato promesso. Trascorse i due anni successivi senza impiego, svolgendo il servizio militare a Karlovac e mantenendosi grazie a traduzioni dal tedesco. Nel 1977 ottenne un impiego al Comitato centrale del Partito Comunista, con l'incarico di redigere discorsi politici (occultando in essi, come confesserà, velati messaggi sovversivi). In quel periodo Žižek divenne amico di alcuni studiosi che condividevano la sua passione per l'opera di Jacques Lacan, come Mladen Dolar, Rastko Močnik, Alenka Zupančič e Renata Salecl, che in seguito sarebbe divenuta sua moglie. Insieme idearono una rivista, Problemi, e la collana Analecta.
Nel 1979 fu assunto all'Istituto di Sociologia dell'Università di Lubiana in qualità di ricercatore, posto che ricopre tuttora, per lavorare, almeno ufficialmente, al progetto "Il ruolo dei fantasmi inconsci nel processo di formazione dell'identità slovena". Žižek ha dichiarato che quella posizione gli venne affidata per impedirgli di espatriare e per tenerlo lontano dall'insegnamento (ad oggi, Žižek non ha mai tenuto regolari corsi universitari). Ciononostante, nel 1981, dopo aver conseguito il dottorato, si recò per la prima volta a Parigi per incontrare Jacques-Alain Miller, genero e continuatore dell'opera di Lacan, il quale lo invitò a studiare sotto la sua direzione. Žižek trascorse gli anni seguenti al Dipartimento di psicoanalisi dell'Università di Parigi VIII, seguendo i seminari di Miller all'École de la Cause Freudienne. Quello fu per Žižek un periodo tanto decisivo quanto duro, segnato da forti ristrettezze economiche. Nel 1986 discusse la sua tesi di dottorato in psicoanalisi, dal titolo La philosophie entre le symptôme et le fantasme, incentrata su Lacan, Hegel e Kripke.
Ritornato in Slovenia, dopo aver cancellato la sua iscrizione alla Lega dei Comunisti di Jugoslavia nel 1988 ed essersi unito al Comitato per la difesa dei diritti umani, divenne una delle principali voci critiche nei confronti del regime jugoslavo dalle colonne del giornale Mladina: fu in quel periodo che cominciò a lavorare al suo primo libro in inglese, L'oggetto sublime dell'ideologia (The Sublime Object of Ideology), pubblicato nel 1989.
Žižek è ateo e ha due figli, nati da due matrimoni diversi. È stato sposato con Renata Salecl (1962), sociologa e filosofa del diritto, e con la modella Analia Hounie. Nel 2013 si è sposato con la giornalista Jela Krečič. Parla fluentemente, oltre alla sua lingua madre, inglese, francese, tedesco, serbo-croato ed ha una buona conoscenza anche dell'italiano.
Žižek ha condannato l'invasione russa dell'Ucraina del 2022, affermando che l'Ucraina ha il pieno diritto di difendersi, anche entrando nella NATO, senza che questo debba significare accettare il modello capitalista, e sostenendo che in questo caso il pacifismo è una risposta sbagliata.

## Pensiero
Si inserisce nella tradizione filosofica marxista, rivisitata in termini psicoanalitici tramite il pensiero di Jacques Lacan. Se da un punto di vista generale, il pensiero di Žižek è integralmente caratterizzato dall'applicazione e dalla chiarificazione dei concetti di Lacan, da un punto di vista filosofico il periodo storico cui Žižek pare quasi unicamente interessato, per sua stessa ammissione, è quello compreso tra Kant ed Hegel, in linea con gli interessi filosofici dello stesso Lacan.
Va tuttavia ricordato che Žižek cominciò la sua carriera filosofica come interprete di Heidegger, il quale rimane uno dei suoi riferimenti, assieme alla Scuola di Francoforte (in particolar modo Adorno e Walter Benjamin); è da evidenziare inoltre anche il suo interesse per alcune correnti del pensiero cristiano, rappresentate da Kierkegaard, Blaise Pascal e da mistici quali Jacob Böhme e Angelus Silesius; è nota inoltre la sua ammirazione per l'apologeta cattolico e romanziere G. K. Chesterton, di cui tradusse, negli anni settanta, due libri in sloveno. La peculiarità del suo stile filosofico, all'origine del suo successo mediatico, è la capacità di trattare di psicoanalisi e filosofia facendo riferimento alla letteratura e al cinema popolari contemporanei (American Psycho, Fight Club, Alien, eccetera). Un esempio lo troviamo nella sua spiegazione di regime scopico di Lacan. Questo sarebbe il reale che ricambia lo sguardo senza mostrare la provenienza e il supporto su cui tale sguardo vive. Per spiegarlo, Žižek si aiutò con La donna che visse due volte di Alfred Hitchcock: nella scena ambientata nel ristorante "Ernie's", il protagonista, un ex investigatore privato (James Stewart) incaricato da un suo amico di pedinare la moglie (Kim Novak), è seduto al bancone del bar del ristorante e dà le spalle alla donna. Lentamente, la macchina da presa si sposta dal protagonista e ci mostra la donna, in quello che si può definire "lo sguardo di una soggettività impossibilie, che non si può localizzare all'interno dello spazio diegetico", in quanto l'ex investigatore sta dando le spalle alla donna.
Se è possibile trovare un elemento unificatore della sua variegata ed eclettica produzione filosofica, è proprio nell'intendere il ruolo della filosofia come metodo demistificatore dell'ideologia attraverso una dialettica di tipo hegeliana letta in chiave di Lacan. I suoi spunti teorici, le sue riflessioni che spaziano dalla psicoanalisi all'ideologia tedesca, dalla sociologia all'economia, trovano una loro coerenza e sintesi nell'offrire quegli strumenti di lettura che in chiave psicologica (post-freudiana), economica (marxista) ci mostrano come non solo l'ideologia non è morta, ma è possibile comprendere e spiegare complessi fenomeni sociali partendo dalla produzione cinematografica o dalla cosiddetta "popular culture".

## Opere
Libri non tradotti in italiano:
- Looking Awry. An introduction to Jacques Lacan through popular culture, Cambridge, The MIT Press, 1991. ISBN 0-262-24031-9.
- Enjoy Your Symptom! Jacques Lacan in Hollywood and out, New York-London, Routledge, 1992. ISBN 0-415-90482-X.
- Comradely Greetings: The Prison Letters of Nadya and Slavoj (con Nadežda Tolokonnikova), Verso, 2014

Tra le sue opere tradotte in italiano:
- Il Grande Altro. Nazionalismo, godimento, cultura di massa, Milano, Feltrinelli, 1999. ISBN 88-07-10264-1.
- Il godimento come fattore politico, Milano, Cortina, 2001. ISBN 88-7078-680-3.
- Benvenuti nel deserto del reale. Cinque saggi sull'11 settembre e date simili, Roma, Meltemi, 2002. ISBN 88-8353-085-3.
- Difesa dell'intolleranza, Troina, Città aperta, 2003. ISBN 88-8137-065-4.
- Il soggetto scabroso. Trattato di ontologia politica, Milano, Cortina, 2003. ISBN 88-7078-821-0.
- L'isterico sublime. Psicanalisi e filosofia, Milano, Mimesis Edizioni, 2003. ISBN 88-8483-161-X.
- Tredici volte Lenin. Per sovvertire il fallimento del presente, Milano, Feltrinelli, 2003. ISBN 88-07-10348-6.
- Iraq. Il paiolo in prestito, Milano, Cortina, 2004. ISBN 88-7078-925-X.
- Dello sguardo e altri oggetti. Saggi su cinema e psicoanalisi, Pasian di Prato, Campanotto, 2004. ISBN 88-456-0641-4.
- L'epidemia dell'immaginario, Roma, Meltemi, 2004. ISBN 88-8353-346-1.
- Distanza di sicurezza. Cronache del mondo rimosso, Roma, Manifestolibri, 2005. ISBN 88-7285-381-8.
- Credere, Roma, Meltemi, 2004. ISBN 88-8353-422-0.
- Contro i diritti umani, Milano, Il Saggiatore, 2005. ISBN 88-428-1341-9.
- Psicoanalisi e mondo contemporaneo. Conversazioni con Žižek, con Daly Glyn, Bari, Dedalo, 2006. ISBN 88-220-5363-X.
- Il cuore perverso del cristianesimo, Roma, Meltemi, 2006. ISBN 88-8353-501-4.
- Considerazioni politicamente scorrette sulla violenza metropolitana, Udine, Forum, 2007. ISBN 88-8420-393-7.
- La violenza invisibile, Milano, Rizzoli, 2007. ISBN 978-88-17-01953-8.
- Il segreto sessuale della Chiesa, Milano, Mimesis Edizioni, 2007.
- L'universo di Hitchcock, Milano, Mimesis Edizioni, 2008. ISBN 978-88-8483-447-8.
- In difesa delle cause perse. Materiali per la rivoluzione globale, Milano, Ponte alle Grazie, 2009; 2013. ISBN 978-88-6220-007-3.
- Leggere Lacan. Guida perversa al vivere contemporaneo, Torino, Bollati Boringhieri, 2009. ISBN 978-88-339-2002-3.
- Politica della vergogna, Roma, Nottetempo, 2009. ISBN 978-88-7452-133-3.
- Žižek presenta Mao. Sulla pratica e sulla contraddizione. Scritti filosofico-politici del grande timoniere presentati da Žižek, con una lettera di Badiou, Milano-Udine, Mimesis Edizioni, 2009. ISBN 978-88-8483-867-4.
- Dalla Tragedia alla Farsa. Ideologia della crisi e superamento del capitalismo, Milano, Ponte alle Grazie, 2010. ISBN 978-88-6220-108-7.
- Vivere alla fine dei tempi, Milano, Ponte alle Grazie, 2011. ISBN 978-88-6220-277-0.
- Tarkovskij: La cosa dallo spazio profondo, Milano-Udine, Mimesis Edizioni, 2011. ISBN 978-88-575-0655-5
- Lynch. Il ridicolo sublime, Mimesis Edizioni, 2011 ISBN 9788857506555
- Il resto indivisibile. Su Schelling e questioni correlate, Napoli, Orthotes Editrice 2012. ISBN 978-88-905619-3-1.
- Benvenuti in tempi interessanti, Milano, Ponte alle Grazie, 2012. ISBN 978-88-6220-081-3.
- Organi senza corpi. Deleuze e le sue implicazioni, Napoli, La scuola di Pitagora editrice, ISBN 978-88-6542-123-9 (t. o. Organs without bodies. Deleuze and consequences, New York-London, Routledge, 2004. ISBN 0-415-96921-2).
- Meno di niente. Hegel e l'ombra del materialismo dialettico. Libro primo, Milano, Ponte alle Grazie, 2013. ISBN 978-88-6220-738-6
- Chiedere l'impossibile, Verona, Ombre Corte, 2013. ISBN 978-88-97522-61-4
- La visione di parallasse, Genova, Il Nuovo Melangolo, 2013. ISBN 978-88-7018-912-4
- Cosa vuole l'Europa?, Verona, Ombre Corte, 2014. ISBN 978-88-97522-67-6
- Il sublime oggetto dell'ideologia, Milano, Ponte alle Grazie, 2014.
- Sul teatro musicale. Busoni, Wagner, Mozart, Cajkovskij, Janacek, Napoli-Salerno Orthotes Editrice, 2014. ISBN 978-88-97806-53-0
- 107 storielle di Žižek, Milano, Ponte alle Grazie, 2014. ISBN 978-88-6833-115-3
- Meno di niente. Hegel e l'ombra del materialismo dialettico. Libro secondo, Milano, Ponte alle Grazie, 2014. ISBN 978-88-6833-152-8
- Evento, Milano, UTET, 2014. ISBN 978-88-511-2526-4
- Fare i conti con il negativo. Kant, Hegel e la critica dell'ideologia, Genova, Il Nuovo Melangolo, 2014. ISBN 978-88-7018-963-6
- L'Islam e la modernità. Riflessioni blasfeme, Milano, Ponte alle Grazie, 2015. ISBN 978-88-6833-333-1
- Problemi in Paradiso. Il comunismo dopo la fine della storia, Milano, Ponte alle Grazie, 2015. ISBN 978-88-6833-283-9
- La nuova lotta di classe. Rifugiati, terrorismo e altri problemi coi vicini, Milano, Ponte alle Grazie, 2016. ISBN 978-88-6833-517-5
- Sulla letteratura. Shakespeare, James, Kafka, Beckett (a cura di I. Pelgreffi), Napoli-Salerno, Orthotes, 2016. ISBN 978-88-931404-3-0
- Il contraccolpo assoluto. Per una nuova fondazione del materialismo dialettico, Milano, Ponte alle Grazie, 2016. ISBN 9788868333072
- Disparità, Milano, Ponte alle Grazie, 2017. ISBN 9788868336332
- Il coraggio della disperazione, Milano, Ponte alle Grazie, 2017. ISBN 9788868336707
- Lenin oggi, Milano, Ponte delle Grazie, 2017. ISBN 9788868337827
- Benvenuti nel deserto del reale, Milano, Meltemi, 2017. ISBN 9788883537110
- Come un ladro in pieno giorno. Il potere all'epoca della postumanità, Milano, Ponte alle Grazie, 2019
- Dal punto di vista comunista. 35 interventi inattuali, Milano, Ponte alle Grazie, 2020
- Virus, Milano, Ponte alle Grazie, 2020
- Hegel e il cervello postumano, Ponte alle Grazie, 2021. ISBN 978-8833314815
- Guida perversa alla politica globale, Ponte alle Grazie, 2022
- Ucraina, Palestina e altri guai. Ponte alle Grazie, 2023

## Filmografia
- Liebe Dein Symptom wie Dich selbst!, di Claudia Willke e Katharina Höcker, 1996
- Žižek!, documentario di Astra Taylor, 2005
- Guida perversa al cinema (The Pervert's Guide to Cinema), di Sophie Fiennes, 2006
- Alien, Marx & co., documentario di Susan Chales de Beaulieu, Martin Pieper (ARTE/ZDF) e Michael Schmidt (BR), 2006.
- Guida perversa all'ideologia (The Pervert's Guide to Ideology), di Sophie Fiennes, 2012

## Saggi su Žižek
- Guanzini, I., Lo spirito è un osso. Postmodernità, materialismo e teologia in Slavoj Žižek, Cittadella, Assisi, 2010.
- Myers, T., Introduzione a Žižek, Il Nuovo Melangolo, Genova, 2012, ISBN 978-88-7018-859-2
- Monetti, S., Psicoanalisi e politica: Slavoj Žižek, in Giacomantonio, F. (a cura di), La filosofia politica nell'età globale(1970-2010), Mimesis, Milano, 2013.
- Giacomantonio, F., Sociologia dell'agire politico-Bauman, Habermas, Žižek, Studium, Roma, 2014.
- Pelgreffi I., Slavoj Žižek Archiviato il 25 marzo 2014 in Internet Archive., Orthotes, Napoli-Salerno 2014, ISBN 978-88-97806-66-0 (versione ebook, EAN 13 9788897685333, edizioni Doppiozero 2013).